# Grand Prix Formule 1 van Hongarije 2013
De Grand Prix Formule 1 van Hongarije 2013 werd verreden op 28 juli op de Hungaroring in Mogyoród nabij Boedapest. Het was de tiende race van het kampioenschap.

## Wedstrijdverslag

### Achtergrond

#### DRS-systeem
Voor het DRS-systeem werden twee DRS-zones gebruikt. De eerste zone lag op het rechte stuk van start-finish tussen bocht 14 en bocht 1. De tweede zone lag op het stuk tussen bocht 1 en bocht 2, het detectiepunt voor deze zones bevond zich vlak voor bocht 14. De DRS gaat alleen open als een coureur zich op het de detectiepunt binnen een seconde afstand van zijn voorganger bevindt.

### Kwalificatie
Lewis Hamilton behaalde de pole positie. Daarmee behaalde hij zijn derde pole op een rij, zijn vierde van het seizoen. Samen met hem op de eerste rij stond Sebastian Vettel, die zich als tweede kwalificeerde. Romain Grosjean werd derde in de kwalificaties.

### Race
Lewis Hamilton behaalde zijn eerste overwinning voor Mercedes door de Grand Prix van Hongarije te winnen. Kimi Räikkönen werd tweede en Sebastian Vettel derde. Op de vierde en de vijfde plaats finishten Mark Webber en Fernando Alonso. Romain Grosjean, die tijdens de race bestraft werd met een "drive-through" penalty voor het verlaten van de baan tijdens het inhalen van Felipe Massa, werd zesde. Op de zevende plaats eindigde Jenson Button. Op plaats acht en negen finishten Felipe Massa en Sergio Pérez. Pastor Maldonado sloot de top tien af, hiermee behaalde hij het eerste punt van het seizoen voor Williams. 
Na de race kreeg Romain Grosjean nog een tijdstraf van 20 seconden voor een incident met Jenson Button tijdens de race. Tijdens het passeren van Button raakte de Lotus van Grosjean de Mclaren van Button. De opgelegde tijdstraf veranderde echter niets aan de uitslag van de race.

## Vrije trainingen
- Er wordt enkel de top 5 weergegeven.

| Vrije training 1 | Pos. | Nr. | Coureur          | Constructeur            | Tijd     |
| ---------------- | ---- | --- | ---------------- | ----------------------- | -------- |
| Vrije training 1 | 1    | 1   | Sebastian Vettel | Red Bull Racing-Renault | 1:22.723 |
| Vrije training 1 | 2    | 2   | Mark Webber      | Red Bull Racing-Renault | 1:22.982 |
| Vrije training 1 | 3    | 7   | Kimi Räikkönen   | Lotus-Renault           | 1:23.010 |
| Vrije training 1 | 4    | 3   | Fernando Alonso  | Ferrari                 | 1:23.099 |
| Vrije training 1 | 5    | 8   | Romain Grosjean  | Lotus-Renault           | 1:23.111 |
| Vrije training 2 | Pos. | Nr. | Coureur          | Constructeur            | Tijd     |
| Vrije training 2 | 1    | 1   | Sebastian Vettel | Red Bull Racing-Renault | 1:21.264 |
| Vrije training 2 | 2    | 2   | Mark Webber      | Red Bull Racing-Renault | 1:21.308 |
| Vrije training 2 | 3    | 8   | Romain Grosjean  | Lotus-Renault           | 1:21.417 |
| Vrije training 2 | 4    | 3   | Fernando Alonso  | Ferrari                 | 1:21.426 |
| Vrije training 2 | 5    | 4   | Felipe Massa     | Ferrari                 | 1:21.544 |
| Vrije training 3 | Pos. | Nr. | Coureur          | Constructeur            | Tijd     |
| Vrije training 3 | 1    | 8   | Romain Grosjean  | Lotus-Renault           | 1:20.730 |
| Vrije training 3 | 2    | 3   | Fernando Alonso  | Ferrari                 | 1:20.898 |
| Vrije training 3 | 3    | 6   | Sergio Pérez     | McLaren-Mercedes        | 1:21.052 |
| Vrije training 3 | 4    | 1   | Sebastian Vettel | Red Bull Racing-Renault | 1:21.125 |
| Vrije training 3 | 5    | 4   | Felipe Massa     | Ferrari                 | 1:21.151 |

Testcoureurs:

- Rodolfo González (Marussia-Cosworth; P22)

## Kwalificatie
| Pos.                | Nr. | Coureur             | Constructeur            | Q1       | Q2       | Q3        | Grid |
| ------------------- | --- | ------------------- | ----------------------- | -------- | -------- | --------- | ---- |
| 1                   | 10  | Lewis Hamilton      | Mercedes                | 1:20.363 | 1:19.862 | 1:19.388  | 1    |
| 2                   | 1   | Sebastian Vettel    | Red Bull Racing-Renault | 1:20.646 | 1:19.992 | 1:19.426  | 2    |
| 3                   | 8   | Romain Grosjean     | Lotus-Renault           | 1:20.447 | 1:20.101 | 1:19.595  | 3    |
| 4                   | 9   | Nico Rosberg        | Mercedes                | 1:20.350 | 1:19.778 | 1:19.720  | 4    |
| 5                   | 3   | Fernando Alonso     | Ferrari                 | 1:20.652 | 1:20.183 | 1:19.791  | 5    |
| 6                   | 7   | Kimi Räikkönen      | Lotus-Renault           | 1:20.867 | 1:20.243 | 1:19.851  | 6    |
| 7                   | 4   | Felipe Massa        | Ferrari                 | 1:21.004 | 1:20.460 | 1:19.929  | 7    |
| 8                   | 19  | Daniel Ricciardo    | STR-Ferrari             | 1:21.181 | 1:20.527 | 1:20.641  | 8    |
| 9                   | 6   | Sergio Pérez        | McLaren-Mercedes        | 1:21.612 | 1:20.545 | 1:22.398  | 9    |
| 10                  | 2   | Mark Webber         | Red Bull Racing-Renault | 1:21.264 | 1:20.503 | Geen tijd | 10   |
| 11                  | 15  | Adrian Sutil        | Force India-Mercedes    | 1:21.471 | 1:20.569 |           | 11   |
| 12                  | 11  | Nico Hülkenberg     | Sauber-Ferrari          | 1:21.028 | 1:20.580 |           | 12   |
| 13                  | 5   | Jenson Button       | McLaren-Mercedes        | 1:21.131 | 1:20.777 |           | 13   |
| 14                  | 18  | Jean-Éric Vergne    | STR-Ferrari             | 1:21.345 | 1:21.029 |           | 14   |
| 15                  | 16  | Pastor Maldonado    | Williams-Renault        | 1:20.816 | 1:21.133 |           | 15   |
| 16                  | 17  | Valtteri Bottas     | Williams-Renault        | 1:21.135 | 1:21.219 |           | 16   |
| 17                  | 12  | Esteban Gutiérrez   | Sauber-Ferrari          | 1:21.724 |          |           | 17   |
| 18                  | 14  | Paul di Resta       | Force India-Mercedes    | 1:22.043 |          |           | 18   |
| 19                  | 20  | Charles Pic         | Caterham-Renault        | 1:23.007 |          |           | 19   |
| 20                  | 21  | Giedo van der Garde | Caterham-Renault        | 1:23.333 |          |           | 20   |
| 21                  | 22  | Jules Bianchi       | Marussia-Cosworth       | 1:23.787 |          |           | 21   |
| 22                  | 23  | Max Chilton         | Marussia-Cosworth       | 1:23.997 |          |           | 22   |
| 107% tijd: 1:25.974 |     |                     |                         |          |          |           |      |

## Wedstrijd
| Pos. | Nr. | Coureur             | Constructeur            | Rondes | Tijd / Oorzaak uitval | Grid | Punten |
| ---- | --- | ------------------- | ----------------------- | ------ | --------------------- | ---- | ------ |
| 1    | 10  | Lewis Hamilton      | Mercedes                | 70     | 1:42:29.445           | 1    | 25     |
| 2    | 7   | Kimi Räikkönen      | Lotus-Renault           | 70     | +10.938               | 6    | 18     |
| 3    | 1   | Sebastian Vettel    | Red Bull Racing-Renault | 70     | +12.459               | 2    | 15     |
| 4    | 2   | Mark Webber         | Red Bull Racing-Renault | 70     | +18.044               | 10   | 12     |
| 5    | 3   | Fernando Alonso     | Ferrari                 | 70     | +31.411               | 5    | 10     |
| 6    | 8   | Romain Grosjean     | Lotus-Renault           | 70     | +52.295               | 3    | 8      |
| 7    | 5   | Jenson Button       | McLaren-Mercedes        | 70     | +53.819               | 13   | 6      |
| 8    | 4   | Felipe Massa        | Ferrari                 | 70     | +56.447               | 7    | 4      |
| 9    | 6   | Sergio Pérez        | McLaren-Mercedes        | 69     | +1 ronde              | 9    | 2      |
| 10   | 16  | Pastor Maldonado    | Williams-Renault        | 69     | +1 ronde              | 15   | 1      |
| 11   | 11  | Nico Hülkenberg     | Sauber-Ferrari          | 69     | +1 ronde              | 12   |        |
| 12   | 18  | Jean-Éric Vergne    | STR-Ferrari             | 69     | +1 ronde              | 14   |        |
| 13   | 19  | Daniel Ricciardo    | STR-Ferrari             | 69     | +1 ronde              | 8    |        |
| 14   | 21  | Giedo van der Garde | Caterham-Renault        | 68     | +2 rondes             | 20   |        |
| 15   | 20  | Charles Pic         | Caterham-Renault        | 68     | +2 rondes             | 19   |        |
| 16   | 22  | Jules Bianchi       | Marussia-Cosworth       | 67     | +3 rondes             | 21   |        |
| 17   | 23  | Max Chilton         | Marussia-Cosworth       | 67     | +3 rondes             | 22   |        |
| 18   | 14  | Paul di Resta       | Force India-Mercedes    | 66     | Hydraulica            | 18   |        |
| 19   | 9   | Nico Rosberg        | Mercedes                | 64     | Motor                 | 4    |        |
| DNF  | 17  | Valtteri Bottas     | Williams-Renault        | 42     | Hydraulica            | 16   |        |
| DNF  | 12  | Esteban Gutiérrez   | Sauber-Ferrari          | 28     | Versnellingsbak       | 17   |        |
| DNF  | 15  | Adrian Sutil        | Force India-Mercedes    | 19     | Hydraulica            | 11   |        |

## Standen na de Grand Prix
- Er wordt enkel de top 5 weergegeven.

| Pos.  | Nr. | Cureur           | Constructeur            | Punten |
| ----- | --- | ---------------- | ----------------------- | ------ |
| 1 ()  | 1   | Sebastian Vettel | Red Bull Racing-Renault | 172    |
| 2 (1) | 7   | Kimi Räikkönen   | Lotus-Renault           | 134    |
| 3 (1) | 3   | Fernando Alonso  | Ferrari                 | 133    |
| 4 ()  | 10  | Lewis Hamilton   | Mercedes                | 124    |
| 5 ()  | 2   | Mark Webber      | Red Bull Racing-Renault | 105    |

| Pos. | Nr.   | Constructeur            | Coureur                        | Punten |
| ---- | ----- | ----------------------- | ------------------------------ | ------ |
| 1 () | 1 2   | Red Bull Racing-Renault | Sebastian Vettel Mark Webber   | 277    |
| 2 () | 9 10  | Mercedes                | Nico Rosberg Lewis Hamilton    | 208    |
| 3 () | 3 4   | Ferrari                 | Fernando Alonso Felipe Massa   | 194    |
| 4 () | 7 8   | Lotus-Renault           | Kimi Räikkönen Romain Grosjean | 183    |
| 5 () | 14 15 | Force India-Mercedes    | Paul di Resta Adrian Sutil     | 59     |

## Noot
- Lewis Hamilton won de Grote Prijs van Hongarije voor de vierde keer (eerder gewonnen in 2007, 2009, en 2012), en hiermee evenaarde hij het record van Michael Schumacher, gevestigd tijdens de Grote Prijs van Hongarije van 2004.